# Domenico Alberti
Domenico Alberti (kol. 1710, Benátky – 14. října 1740, Řím) byl italský zpěvák, cembalista a skladatel pozdního baroka.

## Život
Základy hudebního vzdělání získal u Antonia Lottiho, slavného benátského skladatele a učitele hudby. Během svého krátkého života byl Alberti znám spíše jako zpěvák, přičemž sám sebe často doprovázel na cembalo. V roce 1736 měl několik koncertů ve Španělsku, když tam působil jako benátský velvyslanec a velmi zapůsobil na slavného kastráta Farinelliho.

## Dílo
Albertiho dílo známé tvoří 2 opery, několik vokálních skladeb a přibližně 36 sonát pro klávesové nástroje, z nichž se jich dochovalo 14. Sonáty jsou dvouvěté, v prvních větách se dají vyčíst známky sonátové formy A-B-A'. Ve svých sonátách často užíval ostinátního doprovodu rozloženými akordy s nejprve zaznívajícím základním tónem, pak nejvyšším tónem, středním a znovu nejvyšším tónem akordu. Tento stylizační postup zpracování doprovodu byl po něm později pojmenován jako Albertiho bas a stal se jedním z obvyklých prvků klasicistní stylizace harmonické složky skladeb pro klávesové nástroje.
Osm Albertiho sonát opsal Albertiho žák, kastrát Giuseppe Jozzi a vydal v Holandsku roku 1747 pod vlastním jménem, v Londýně vyšly v roce 1748, nyní správně jako Albertiho dílo, s opusovým číslem 1.
Albertiho dílo není uváděno často, ačkoliv mělo velký vliv na některé pozdější skladatele. I Mozartovy rané houslové sonáty byly tvořeny dle Albertiho modelu, z pozdějších Mozartových děl ovlivněných Albertim lze uvést Sonátu C dur „Facile“ či 9 variací, K.264.